# 阿沛·丹增晉美
阿沛·丹增晉美（藏語：ང་ཕོད་བསྟན་འཛིན་འཇིགས་མེད་，威利转写：nga phod bstan 'dzin 'jigs med，？—）藏族，西藏拉萨人，阿沛·阿旺晋美的第四子。

## 生平
根据1993年的报道，阿沛·丹增晉美长期在西藏工作，是一名中国人民解放军军人，就职于西藏军区。他是阿沛·阿旺晋美的子女中，唯一一位军人，这和阿沛·阿旺晋美年轻时的经历相同。
2012年，他在北京参加了纪念进军西藏六十二周年暨西藏军区成立六十周年活动。